# Anna M. Sargsian
Anna M. Sargsian (în armeană Աննա Մ. Սարգսյան; n. 10 aprilie 2001, Erevan, Armenia) este o șahistă armeană.

## Carieră
Sargsian a participat la Campionatele Europene de Șah pentru Tineret și la Campionatele Mondiale de Șah pentru Tineret și a obținut cel mai bun rezultat în 2017, când s-a clasat pe locul 4 la Campionatul European de Șah pentru Tineret la categoria de vârstă U16 fete. Din 2016 a participat la finalele Campionatului Armenesc de Șah Feminin, unde cel mai bun rezultat al său este locul 4 în 2016.
Ea a jucat pentru Armenia la Olimpiada de șah feminin:
- În 2018, la al treilea tablou în cadrul celei de-a 43-a Olimpiade de șah (feminin) la Batumi (+5, =4, -2).[5]

- În 2022, la al treilea tablou la a 44-a Olimpiadă de șah (feminin) la Chennai (+6, =1, -2).[6]

- În 2024, la al patrulea tablou la a 45-a Olimpiadă de șah (feminin) la Budapesta (+7, =2, -1) și a câștigat medalia de bronz individual.[7]

A jucat pentru Armenia la Campionatul Mondial feminin de șah pe echipe:
- În 2019, pe tabloul al treilea în cadrul celui de-al 7-lea Campionat Mondial de Șah Feminin pe Echipe de la Astana (+2, =3, -4).[8]

A jucat pentru Armenia în Campionatul European de șah feminin pe echipe:
- În 2019, la tabla de rezervă în cadrul celui de-al 22-lea Campionat European de șah pe echipe (feminin) din Batumi (+6, =2, -0) și a câștigat medalia de aur individuală.[9]

În 2019, Sargsyan a primit titlul FIDE Woman International Master (WIM). În 2021, ea a devenit Prima Campioană Mondială Universitară Feminină Online Blitz și vicecampioană a Primului Campionat Mondial Universitar Feminin Online Rapid.